# Oussama Mellouli
Oussama Mellouli (arabe : أسامة الملولي), né le 16 février 1984 à La Marsa près de Tunis, est un nageur tunisien.
Champion olympique et champion du monde du 1 500 mètres nage libre, à Pékin en 2008 et à Rome en 2009, il est devenu ainsi le premier champion olympique tunisien en natation et le second médaillé d'or après Mohammed Gammoudi en 1968.
Aux Jeux olympiques de Londres en 2012, il remporte la médaille d'or du 10 km en eau libre et la médaille de bronze du 1 500 mètres nage libre. Mellouli devient le sportif tunisien le plus titré de l'histoire des Jeux olympiques avec deux médailles d'or et une médaille de bronze.

## Biographie

### Formation
Il quitte la Tunisie à l'âge de 15 ans pour aller étudier (lycée général et technologique du Rempart à Marseille) et s'entraîner en France. Après son baccalauréat, il continue ses études aux États-Unis où il se voit remettre un master en informatique, le 11 mai 2007, à l'université de Californie du Sud de Los Angeles et exerce depuis la profession d'ingénieur en informatique. Il fait ses premiers pas de nageur au sein de l'équipe universitaire des Trojans de l'USC où il bat quatre de ses records et figure parmi les dix meilleurs nageurs de celle-ci sur plusieurs distances.

### Premières victoires
Participant aux Jeux olympiques de Sydney en 2000, il termine 43e au 400 mètres 4 nages mais s'illustre pour la première fois durant les championnats du monde 2003 en obtenant une médaille de bronze sur 400 mètres 4 nages (4 min 18 s 21) à l'âge de 19 ans. Il est alors élu meilleur sportif tunisien en 2003 et 2004.
Il se distingue encore à l'occasion des championnats du monde de natation en petit bassin tenus à Indianapolis en 2004, où il remporte la médaille d'or — la première pour la Tunisie en natation — du 400 mètres 4 nages (4 min 7 s 2) et celle de bronze au 200 mètres 4 nages (1 min 56 s 23). Aux Jeux méditerranéens de 2005, il obtient trois médailles d'or en 800 mètres nage libre, 200 mètres 4 nages et 400 mètres 4 nages où il réussit à obtenir le record méditerranéen en 200 mètres 4 nages (2 min 1 s) et 400 mètres 4 nages (4 min 14 s 34).

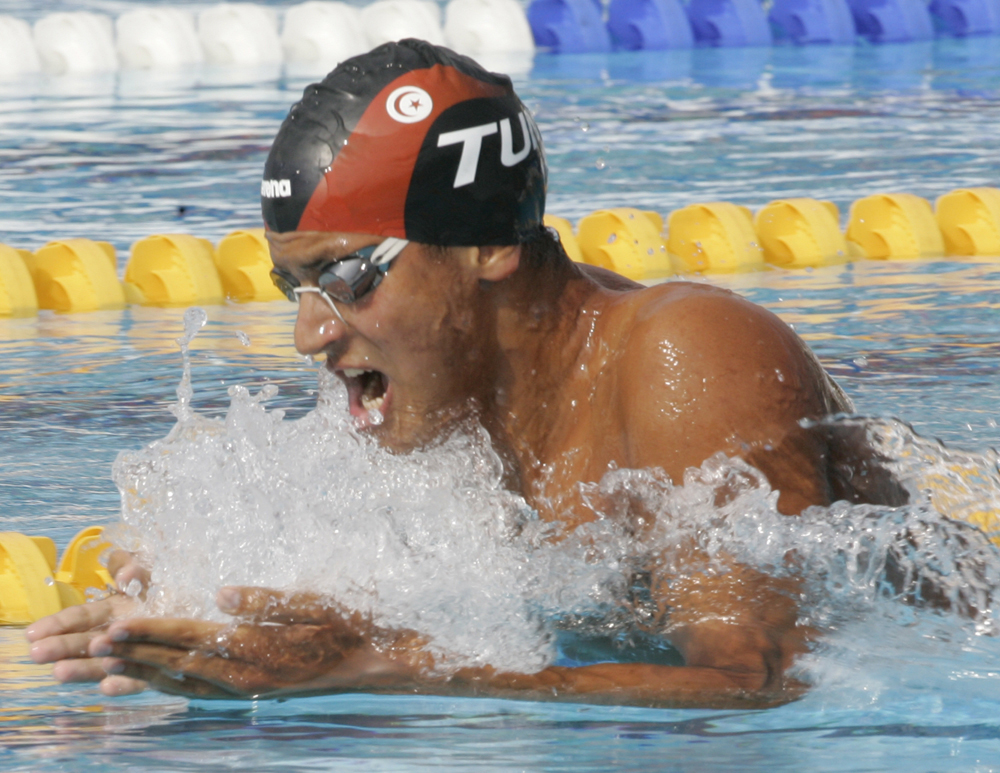
Oussama Mellouli en brasse.

À l'âge de 22 ans, Mellouli possède un palmarès impressionnant à toutes les échelles et accumule les performances : il possède le record d'Afrique au 400 mètres 4 nages en grand bassin après l'avoir battu à deux reprises : la première fois en finissant cinquième aux Jeux olympiques d'Athènes en 2004 et la deuxième fois aux championnats du monde 2005, avec un temps de 4 min 13 s 47, en occupant la troisième marche du podium. Il remporte alors une médaille de bronze derrière l'Australien Grant Hackett et le Russe Iouri Priloukov. Il réalise une performance historique durant les mêmes échéances en finissant 5e en 800 mètres avec l'un des dix meilleurs temps jamais réalisés dans toute l'histoire de la natation. Il remporte également une deuxième médaille de bronze au 400 mètres nage libre (3 min 46 s 8). Le 1er décembre 2006, Mellouli (4 min 15 s 61) devance Michael Phelps (4 min 18 s 32) au 400 mètres 4 nages durant l'US Open à West Lafayette. Il reçoit par ailleurs le prix Ibn Khaldoun décerné par le Tunisian Community Center.

### Affaire de dopage
Le 19 février 2007, il établit un nouveau record d'Afrique du 200 mètres 4 nages (2 min 0 s 21) à l'occasion du Grand Prix de la Fédération américaine de natation organisé à Columbia.
C'est la quatrième fois qu'il améliore ce record qu'il détient depuis le 17 avril 2003. Il établit également un nouveau record africain et méditerranéen aux 400 mètres 4 nages (4 min 11 s 64). Le 25 mars, il devient vice-champion du monde du 400 mètres nage libre à l'issue de l'épreuve disputée dans le cadre des championnats du monde 2007. Le 28 mars, il devient champion du monde du 800 mètres nage libre en battant également le record d'Afrique de la spécialité (7 min 46 s 95) et devient le premier champion du monde de natation tunisien. Cependant, moins de trois semaines après la fin des mondiaux de Melbourne, on apprend que le nageur a été contrôlé positif aux amphétamines, le 30 novembre 2006, lors de l'US Open. Refusant l'analyse de l'échantillon B, Mellouli déclare qu'un étudiant lui avait donné un médicament (un comprimé d'Adderall) pour améliorer sa concentration lors de la préparation de ses examens sans savoir que celui-ci était interdit et qu'il n'était pas dans ses intentions d'améliorer ainsi ses performances sportives. La Fédération tunisienne de natation ne lui avait infligé qu'un avertissement tandis que la Fédération internationale de natation décide de porter l'affaire devant le Tribunal arbitral du sport qui finit par le priver de son titre mondial le 11 septembre 2007, annule tous ses résultats de l'année et le suspend pour 18 mois avec effet rétroactif au 30 novembre 2006, date à laquelle remonte le délit.

### Consécration

#### Jeux olympiques
Il fait son retour aux Jeux olympiques de Pékin et finit 5e de la finale du 400 mètres nage libre (3 min 43 s 45) et 8e en séries du 200 mètres nage libre (1 min 47 s 97). Le 17 août, il remporte à la surprise générale la médaille d'or du 1 500 mètres nage libre avec un temps de 14 min 40 s 84 devant l'Australien Grant Hackett et le Canadien Ryan Cochrane, établissant ainsi un nouveau record d'Afrique,,, et devenant le premier champion olympique tunisien en natation et le second médaillé d'or après Mohammed Gammoudi en 1968.
Aux Jeux olympiques de Londres, il obtient deux médailles, une bronze au 1 500 mètres nage libre avec un temps de 14 min 40 s 31 derrière le Canadien Ryan Cochrane et le Chinois Sun Yang, et une médaille d'or au 10 kilomètres en eau libre (1 h 49 min 55 s 1), cette dernière constituant sa deuxième médaille d'or olympique et la troisième pour la Tunisie ; il devient ainsi le premier athlète olympique tunisien à remporter deux médailles d'or olympiques, et le premier à remporter des médailles en eau libre et en bassin.
Le 5 août 2016, il est le porte-drapeau de la délégation tunisienne lors de la cérémonie d'ouverture des Jeux olympiques de Rio de Janeiro au stade Maracanã.
Il participe aux Jeux olympiques de 2020 à Tokyo.

#### Coupe du monde 2008
À l'occasion de la première phase de la coupe du monde FINA, il remporte trois médailles d'or sur 400 mètres 4 nages (4 min 17 s 68), 200 mètres nage libre (1 min 44 s 58) et 1 500 mètres nage libre (15 min 16 s 43), une médaille d'argent sur 400 mètres nage libre en 3 min 45 s 89 et une médaille de bronze sur 200 mètres 4 nages (2 min 1 s 59), offrant ainsi à la Tunisie ses premières médailles en coupe du monde. Lors de la deuxième phase, il remporte cinq médailles d'or et une médaille d'argent et réalise trois meilleurs temps mondiaux de la saison sur 200 mètres, 400 mètres nage libre et 400 mètres 4 nages. Lors de la troisième étape, il remporte six médailles d'or supplémentaires en 400 mètres nage libre (3 min 40 s 49), 100 mètres 4 nages (53 s 84), 400 mètres 4 nages (4 min 6 s 7), 200 mètres nage libre (1 min 43 s 5), 1 500 mètres nage libre (15 min 6 s 23) et 200 mètres 4 nages (1 min 56 s 30).
Lors de la quatrième étape, il remporte six nouvelles médailles, quatre en or sur 400 mètres 4 nages, 400 mètres nage libre, 200 mètres nage libre et 1 500 mètres nage libre et deux en argent sur 100 mètres 4 nages et 200 mètres 4 nages ; il bat à cette occasion le record d'Afrique sur 400 mètres 4 nages (4 min 2 s 93). Au cours de la cinquième étape, il remporte quatre médailles d'or en 200 mètres 4 nages (1 min 55 s 10), 1 500 mètres nage libre (14 min 34 s 31), 400 mètres 4 nages (4 min 7 s 97) et 400 mètres nage libre (3 min 40 s 52). Lors de la sixième étape, trois médailles d'or sur 100 mètres 4 nages, 400 mètres nage libre et 200 mètres nage libre s'ajoutent à son palmarès. Il remporte également une médaille d'argent en arrivant à égalité parfaite avec le Sud-Africain Darian Townsend sur 200 mètres 4 nages (1 min 54 s 96). La dernière étape lui apporte quatre médailles dont deux en or sur 200 mètres 4 nages (1 min 52 s 41) et 400 mètres nage libre (3 min 36 s 75), une en argent sur 200 mètres nage libre (1 min 42 s 88) et une en bronze sur 100 mètres 4 nages (53 s 43). Mellouli totalise ainsi 35 médailles dont en 27 or.

#### Autres compétitions
À l'occasion des Jeux méditerranéens de 2009 organisés à Pescara en Italie, Mellouli confirme sa dynamique en remportant cinq médailles d'or sur 200 mètres 4 nages (1 min 58 s 38), 200 mètres nage libre (1 min 46 s 44), 400 mètres 4 nages (4 min 10 s 53), 400 mètres nage libre (3 min 42 s 71) et 1 500 mètres nage libre (14 min 38 s 1). Peu après, aux championnats du monde 2009 tenus à Rome, il empoche deux médailles d'argent sur 400 mètres (3 min 41 s 11) et 800 mètres (7 min 35 s 27) nage libre, ainsi qu'une médaille d'or en 1 500 mètres nage libre (14 min 37 s 28).
À l'occasion de la coupe du monde FINA 2009, Mellouli remporte deux médailles d'or, en 400 mètres nage libre (3 min 39 s 18) et 400 mètres 4 nages (4 min 5 s 79).
Le 19 décembre 2010, il remporte la médaille d'or du 1 500 mètres nage libre en petit bassin lors des championnats du monde organisés à Dubaï ; il réalise le meilleur temps avec 14 min 24 s 16. Au total, Mellouli remporte trois autres médailles lors de ces championnats : deux de bronze et une d'argent.
Aux Jeux panarabes de 2011, il remporte quinze médailles d'or et une d'argent. Le 24 décembre 2011, il s'engage dans le club de l'Espérance sportive de Tunis pour une durée de trois ans.
En 2013, il remporte son premier titre mondial en eau libre sur cinq kilomètres aux championnats du monde de Barcelone.
Lors des Jeux méditerranéens de 2013 à Mersin, il décroche cinq médailles, deux en or en 1 500 mètres nage libre (15 min 12 s 36) et 400 mètres 4 nages (4 min 15 s 15), et trois médailles d'argent, en 200 mètres nage libre (1 min 49 s 21), 400 mètres nage libre (4 min 11 s 61) et 200 mètres 4 nages (2 min 0 s 9).
Lors de la coupe du monde FINA 2013, Mellouli récupère quatre médailles, une en argent lors de la quatrième étape en 1 500 mètres nage libre (14 min 41 s 79), deux médailles lors de la cinquième étape — une en argent en 1 500 mètres nage libre (14 min 36 s 46) et une en bronze en 400 mètres 4 nages (4 min 9 s 28) — et enfin une dernière médaille d'argent lors de la septième étape en 1 500 mètres nage libre (14 min 38 s 9). Au total, il obtient 42 points, le plaçant au 24e rang parmi les 32 nageurs classés.
Il participe par ailleurs aux championnats du monde en petit bassin 2014 à Doha (Qatar), où il remporte une seule médaille d'argent en 1 500 mètres nage libre (14 min 18 s 79).

### Autres activités
La Tunisie choisit Oussama Mellouli pour être le parrain de la participation tunisienne à l'Exposition universelle de 2010.

## Palmarès

### Jeux olympiques d'été
| Édition                                | 200 m nl.         | 400 m nl.        | 1 500 m nl.           | 10 km eau libre        |
| -------------------------------------- | ----------------- | ---------------- | --------------------- | ---------------------- |
| Jeux olympiques de 2008 Pékin          | 19e 1 min 47 s 97 | 5e 3 min 43 s 45 | Or 14 min 40 s 84     | -                      |
| Jeux olympiques de 2012 Londres        | -                 | -                | Bronze 14 min 40 s 31 | Or 1 h 49 min 55 s 10  |
| Jeux olympiques de 2016 Rio de Janeiro | -                 | -                | 21e 15 min 7 s 78     | 12e 1 h 53 min 6 s 10  |
| Jeux olympiques de 2020 Tokyo          | -                 | -                | -                     | 20e 1 h 56 min 33 s 30 |

### Championnats du monde
| Édition        | Nage libre | Nage libre           | Nage libre           | Nage libre        | 4 nages | 4 nages              | Eau libre        | Eau libre                |
| Édition        | 200 m      | 400 m                | 800 m                | 1 500 m           | 200 m   | 400 m                | 5 km             | 10 km                    |
| -------------- | ---------- | -------------------- | -------------------- | ----------------- | ------- | -------------------- | ---------------- | ------------------------ |
| Barcelone 2003 | -          | -                    | -                    | -                 | -       | Bronze 4 min 18 s 21 | -                | -                        |
| Montréal 2005  | -          | Bronze 3 min 46 s 8  | -                    | -                 | -       | Bronze 4 min 13 s 47 | -                | -                        |
| Melbourne 2007 | -          | -                    | -                    | -                 | -       | -                    | -                | -                        |
| Rome 2009      | -          | Argent 3 min 41 s 11 | Argent 7 min 35 s 27 | Or 14 min 37 s 28 | -       | -                    | -                | -                        |
| Shanghai 2011  | -          | -                    | -                    | -                 | -       | -                    | -                | -                        |
| Barcelone 2013 | -          | -                    | -                    | -                 | -       | -                    | Or 53 min 30 s 4 | Bronze 1 h 49 min 19 s 2 |

### Championnats du monde en petit bassin
| Édition           | Nage libre          | Nage libre           | Nage libre | Nage libre            | 4 nages              | 4 nages              |
| Édition           | 200 m               | 400 m                | 800 m      | 1 500 m               | 200 m                | 400 m                |
| ----------------- | ------------------- | -------------------- | ---------- | --------------------- | -------------------- | -------------------- |
| Indianapolis 2004 | -                   | -                    | -          | -                     | Bronze 1 min 56 s 23 | Or 4 min 7 s 2       |
| Shanghai 2006     | -                   | -                    | -          | -                     | -                    | -                    |
| Manchester 2008   | -                   | -                    | -          | -                     | -                    | -                    |
| Dubaï 2010        | Bronze 1 min 42 s 2 | Bronze 3 min 38 s 17 | -          | Or 14 min 24 s 16     | -                    | Argent 3 min 57 s 40 |
| Istanbul 2012     | -                   | -                    | -          | -                     | -                    | -                    |
| Doha 2014         | -                   | -                    | -          | Argent 14 min 18 s 79 | -                    | -                    |

### Coupe du monde
| Édition             | Nage libre           | Nage libre           | Nage libre            | 4 nages              | 4 nages              | 4 nages             |
| Édition             | 200 m                | 400 m                | 1 500 m               | 100 m                | 200 m                | 400 m               |
| ------------------- | -------------------- | -------------------- | --------------------- | -------------------- | -------------------- | ------------------- |
| Belo Horizonte 2008 | Or 1 min 44 s 58     | Argent 3 min 45 s 89 | Or 15 min 16 s 43     | -                    | Bronze 2 min 1 s 59  | Or 4 min 17 s 68    |
| Durban 2008         | Or 1 min 43 s 62     | Or 3 min 42 s 32     | Or 14 min 54 s 73     | Argent 0 min 53 s 90 | Or 1 min 56 s 73     | Or 4 min 8 s 84     |
| Sydney 2008         | Or 1 min 43 s 5      | Or 3 min 40 s 49     | Or 15 min 6 s 23      | Or 0 min 53 s 84     | Or 1 min 56 s 30     | Or 4 min 6 s 47     |
| Singapour 2008      | Or 1 min 44 s 47     | Or 3 min 42 s 37     | Or 15 min 6 s 5       | Argent 0 min 53 s 12 | Argent 1 min 53 s 78 | Or 4 min 2 s 93     |
| Moscou 2008         | -                    | Or 3 min 40 s 52     | Or 14 min 34 s 31     | -                    | Or 1 min 55 s 10     | Or 4 min 7 s 97     |
| Stockholm 2008      | Or 1 min 42 s 86     | Or 3 min 38 s 42     | -                     | Or 0 min 52 s 78     | Argent 1 min 54 s 96 | -                   |
| Berlin 2008         | Argent 1 min 42 s 88 | Or 3 min 36 s 75     | -                     | Bronze 0 min 53 s 43 | Or 1 min 52 s 41     | -                   |
| Singapour 2009      | -                    | Or 3 min 39 s 18     | -                     | -                    | -                    | Or 4 min 5 s 79     |
| Dubaï 2013          | -                    | -                    | Argent 14 min 41 s 79 | -                    | -                    | -                   |
| Doha 2013           | -                    | -                    | Argent 14 min 36 s 46 | -                    | -                    | Bronze 4 min 9 s 28 |
| Tokyo 2013          | -                    | -                    | Argent 14 min 38 s 9  | -                    | -                    | -                   |

### Jeux méditerranéens
| Édition      | Nage libre           | Nage libre           | Nage libre       | Nage libre        | 4 nages            | 4 nages              |
| Édition      | 200 m                | 400 m                | 800 m            | 1 500 m           | 200 m              | 400 m                |
| ------------ | -------------------- | -------------------- | ---------------- | ----------------- | ------------------ | -------------------- |
| Tunis 2001   | -                    | -                    | -                | -                 | -                  | Argent 4 min 25 s 20 |
| Almería 2005 | -                    | -                    | Or 7 min 54 s 30 | -                 | Or 2 min 1 s 0     | Or 4 min 14 s 34     |
| Pescara 2009 | Or 1 min 46 s 44     | Or 3 min 42 s 71     | -                | Or 14 min 38 s 1  | Or 1 min 58 s 38   | Or 4 min 10 s 53     |
| Mersin 2013  | Argent 1 min 49 s 25 | Argent 3 min 48 s 67 | -                | Or 15 min 12 s 36 | Argent 2 min 0 s 9 | Or 4 min 15 s 15     |

### Championnats d'Afrique
- Johannesbourg 2008
  -  Médaille d'or sur 50 mètres nage libre
  -  Médaille d'or sur 100 mètres nage libre
  -  Médaille d'or sur 200 mètres nage libre
  -  Médaille d'or sur 400 mètres nage libre
  -  Médaille d'or sur 800 mètres nage libre
  -  Médaille d'or sur 1 500 mètres nage libre
  -  Médaille d'or sur 200 mètres quatre nages
  -  Médaille d'or sur 400 mètres quatre nages
  -  Médaille d'or sur 4 x 100 m nage libre
  -  Médaille d'argent sur 200 mètres brasse
  -  Médaille d'argent sur 4 x 100 m quatre nages
  -  Médaille de bronze sur 50 mètres dos
- Le Caire 2002
  -  Médaille d'or sur 200 mètres nage libre
  -  Médaille d'or sur 400 mètres quatre nages

### Jeux africains
- Abuja 2003
  -  Médaille d'or sur 200 mètres nage libre
  -  Médaille d'or sur 400 mètres nage libre
  -  Médaille d'or sur 800 mètres nage libre
  -  Médaille d'or sur 1 500 mètres nage libre
  -  Médaille d'or sur 200 mètres quatre nages
  -  Médaille d'or sur 400 mètres quatre nages

## Records
Ce tableau détaille les records détenus par Oussama Mellouli en grand et petit bassin en date du 19 décembre 2010 :
| Épreuve                 | Temps          | Compétition                 | Lieu            | Date            |
| 1 500 mètres nage libre | 14 min 37 s 28 | Championnats du monde 2009  | Rome, Italie    | 2 août 2009     |
| 800 mètres nage libre   | 7 min 35 s 27  | Championnats du monde 2009  | Rome, Italie    | 29 juillet 2009 |
| 400 mètres 4 nages      | 4 min 10 s 53  | Jeux méditerranéens de 2009 | Pescara, Italie | 29 juin 2009    |
| 400 mètres nage libre   | 3 min 41 s 11  | Championnats du monde 2009  | Rome, Italie    | 26 juillet 2009 |

| Épreuve                 | Temps           | Compétition                                            | Lieu                       | Date             |
| 1 500 mètres nage libre | 14 min 18 s 79  | Championnats du monde de natation en petit bassin 2014 | Doha, Qatar                | 19 décembre 2010 |
| 800 mètres nage libre   | 7 min 38 s 95   | Championnats du monde de natation en petit bassin 2010 | Dubaï, Émirats arabes unis | 19 décembre 2010 |
| 400 mètres nage libre   | 3 min 36 min 75 | Coupe du monde de natation FINA 2008                   | Berlin, Allemagne          | 15 novembre 2008 |

| Épreuve                 | Temps         | Compétition                 | Lieu            | Date             |
| 200 mètres nage libre   | 1 min 46 s 44 | Jeux méditerranéens de 2009 | Pescara, Italie | 30 juin 2009     |
| 400 mètres nage libre   | 3 min 42 s 71 | Jeux méditerranéens de 2009 | Pescara, Italie | 27 juin 2009     |
| 1 500 mètres nage libre | 14 min 38 s 1 | Jeux méditerranéens de 2009 | Pescara, Italie | 1er juillet 2009 |
| 200 mètres 4 nages      | 1 min 58 s 38 | Jeux méditerranéens de 2009 | Pescara, Italie | 27 juin 2009     |
| 400 mètres 4 nages      | 4 min 10 s 53 | Jeux méditerranéens de 2009 | Pescara, Italie | 29 juin 2009     |

## Sponsors
Oussama Mellouli est sponsorisé par l'entreprise Arena qui lui fournit son équipement de natation.
Il signe en 2014 un contrat de sponsoring avec l'opérateur téléphonique Tunisie Télécom.
Il est financièrement assisté lors de ses stages de préparations pour les compétitions sportives internationales, et surtout pour les Jeux olympiques de 2016.

## Décorations
- Grand cordon de l'Ordre national du Mérite (Tunisie, 2012)[26].